# Tellurek ołowiu(II)
Tellurek ołowiu(II), PbTe – nieorganiczny związek chemiczny z grupy tellurków stosowany jako półprzewodnik.

## Właściwości
- Przenikalność elektryczna ~1000.
- Masa efektywna elektronu ~ 0,01 me
- Przerwa energetyczna, ΔEg=0,25 eV|T=0 K; 0,32 eV|T=300 K
- Ruchliwość elektronów, μn=1600 cm²/(V·s)>|T=0 K6000 cm²/(V·s)>|T=300 K
- Ruchliwość dziur, μp=600 cm²/(V·s)>|T=0 K4000 cm²/(V·s)>|T=300 K

## Zastosowanie
Tellurek ołowiu(II) jest często dodatkiem do cyny, z którą tworzy tellurek cyny(II), używany do produkcji detektorów podczerwieni. Używany jest też w materiałach termoelektrycznych ze względu na dobrą przewodność cieplną.